# Invierno, mala vida
 Invierno, mala vida o Winter Land es una película  coproducción de Argentina y Francia filmada en colores dirigida por Gregorio Cramer sobre su propio guion escrito con Matías Oks con la colaboración de Marcelo Cohen que se estrenó el 26 de agosto de 1999 y que tuvo como actores principales a Ricardo Bartis, Miguel Guerberof, Susana Szperling y Luis Ziembrowski. Es el primer largometraje del director.

## Sinopsis
Un hombre que viaja por la Patagonia para buscar una oveja dorada encuentra en su periplo distintos personajes.

## Reparto
- Ricardo Bartis
- Miguel Guerberof
- Susana Szperling
- Gabo Correa
- Luis Ziembrowski
- Marcia Gonzales …chica en el bar

## Premios y nominaciones
Asociación de Cronistas Cinematográficos de la Argentina
Premios Cóndor 2000.
- Gregorio Crámer nominado al Premio a la Mejor Ópera Prima
- Ricardo Bartis nominado al Premio a la Mejor Revelación Masculina

Festival Tricontinental de Nantes 1997
- Ricardo Bartis ganador del Premio al Mejor Actor
- Gregorio Crámer nominado al Premio Montgolfiere de Oro.

## Comentarios
Fernando Martín Peña en Film escribió:

«Un posible consuelo para Valdivia…es que no está del todo solo en su miseria:el paisaje del sur parece contribuir a su condición y aporta otros perdedores –algunos anónimos, como el paisano que acodado en una barra le dice a un amigo “Todo se llevó…Un televisor de 32 canales. Hasta el riñón que le doné, se llevó”.»

Gustavo Noriega en El Amante del Cine  opinó:

«Con un humor silencioso e impertérrito, un uso muy cómico de la voz en off abiertamente a contramano de lo que muestran las imágenes, un intérprete fantástico (Ricardo Bartis) y una cuidadísima fotogrfía de Kino González…Funciona a pesar de algunos desniveles narrativos, se empaca un poco en el medio, pero retoma airosamente en el final.»

Quintín en El Amante del Cine  escribió:

«Película amanerada, sin identidad propia, que parece destinada al elogio de rubros particulares, como la actuación de Ricardo Bartis, la participación en el guion de Marcelo Cohen o la fotografía de Esteban Sapir.»

Diego Battle en La Nación dijo:

«El director logra transformar el costumbrismo en una mirada no exenta de poesía, lo grotesco de ciertas situaciones y el patetismo de algunos personajes en un retrato cargado de sensibilidad y melancolía y termina convirtiendo a la Patagonia …en un personaje más de la historia y no en un elemento turístico destinado al mero regodeo visual.»

Manrupe y Portela escriben:

«Austero y poético film que apuesta a un paisaje patagónico, aprovechado como puesta en escena metafórica para la búsqueda interior de un personajesocialmente marginado, mezclado con elementos míticos.»